# Saison 2017-2018 du Brest Bretagne Handball
Maillots
Chronologie
2016-2017 2018-2019
Dernière mise à jour : 9 juin 2018.
La saison 2017-2018 du Brest Bretagne Handball est la sixième saison de son histoire depuis sa relégation administrative, la seconde en Ligue Féminine de Handball. Vice-champion de France en titre, Brest participe pour la première fois de son histoire à la Ligue des Champions.
Pour la deuxième année consécutive, le Brest Bretagne remporte le titre honorifique de vice-champion de France après son échec en finale du championnat contre Metz Handball et s'adjuge pour la deuxième fois en trois ans la coupe de France. Sur la scène européenne, le club est éliminé en quarts de finale de la coupe EHF par Vipers Kristiansand.

## Transferts et mouvements d'effectif
| Joueuse                | Poste                      | Provenance/Destination    | Durée             |
|                        |                            | Arrivées                  |                   |
| Pauline Coatanea       | Ailière droite             | Nantes LA                 | 2 ans + 1         |
| Jovana Stoiljković     | Arrière gauche             | Nantes LA                 | 2 ans             |
| Slađana Pop-Lazić      | Pivot                      | Metz Handball             | 2 ans             |
| Louise Sand            | Ailière gauche             | IK Sävehof                | 1 an + 1          |
| Filippa Idéhn          | Gardienne de but           | Team Esbjerg              | 2 ans             |
| Lindsey Burlet         | Arrière droite             | Metz Handball             | 1 an              |
| Élodie Manach          | Demi-centre                | Retour de congé maternité | 2 ans             |
| Sophie Herbrecht       | Demi-centre                | Chambray Touraine         | 1 an              |
|                        |                            | Départs                   |                   |
| Stéphanie N'Tsama Akoa | Arrière gauche             | Retraite sportive         | Retraite sportive |
| Déborah Dangueuger     | Gardienne                  | Issy Paris Hand           | 1 an              |
| Marine Desgrolard      | Ailière droite             | Chambray Touraine         | 2 ans             |
| Alice Durand           | Ailière gauche             | La Motte-Servolex         | ?                 |
| Nabila Tizi            | Arrière droite             | Landi-Lampaul             | ?                 |
| Gaëlle Le Hir          | Pivot                      | Retraite sportive         | Retraite sportive |
| Anaïs Adelin           | Gardienne de but           | Noisy-le-Grand            | ?                 |
|                        |                            | Prolongations             |                   |
| Amandine Tissier       | Demi-centre                | 2 ans                     | 2 ans             |
| Maud-Éva Copy          | Ailière gauche             | 2 ans                     | 2 ans             |
| Marta Mangué           | Arrière droite-Demi-centre | 2 ans                     | 2 ans             |

## Préparation estivale
- 17 juillet : reprise de l'entraînement.
- Du 17 au 22 juillet : stage de cohésion à Valloire (Savoie).

| Date     | Club recevant | Score   | Club visiteur     | Note                    |
| -------- | ------------- | ------- | ----------------- | ----------------------- |
| 10.08.17 | Brest BH      | 33 - 24 | Issy Paris        | Huis clos.              |
| 11.08.17 | Brest BH      | 34 - 23 | Issy Paris        | Huis clos.              |
| 16.08.17 | Brest BH      | 26 - 25 | TuS Metzingen     | À Ergué-Gabéric.        |
| 19.08.17 | Issy Paris    | 27 - 27 | Brest BH          | Panthera Cup à Orléans. |
| 20.08.17 | Fleury Loiret | 25 - 33 | Brest BH          | Panthera Cup à Orléans. |
| 23.10.17 | Brest BH      | 32 - 29 | Chambray Touraine | À Rennes.               |

| Légende : victoire, match nul, défaite. |

## Résumé de la saison
Finaliste de la saison 2016-2017, Brest - supposé jouer la coupe EHF - dépose au près de la fédération européenne de handball une demande de wild-card pour la saison 2017-2018 de Ligue des Champions. Le 24 juin 2017, à la faveur d'un dossier jugé favorable, la demande du BBH est acceptée et l'EHF invite le club à prendre part à la compétition dès la phase de groupe, sans tournoi qualificatif. Le Brest Bretagne enregistre à l'inter-saison les arrivées des internationales suédoises Filippa Idéhn et Louise Sand, des internationales serbes Jovana Stoiljković et Slađana Pop-Lazić, ainsi que des françaises Pauline Coatanea - ancienne joueuse du club -, Lindsey Burlet et Élodie Manach - de retour de congé maternité.
Pour sa première participation à la Ligue des Champions, le BBH hérite d'un groupe relevé, composé de Győr (champion d'Europe en titre), de Rostov-Don et du FC Midtjylland. Malgré une phase aller intéressante (défaites 24-26 à Rostov, 23-26 contre Gyor et 21-22 contre Midtjylland), Brest ne parvient pas à confirmer et termine à la dernière place du groupe avec six défaites en autant de matches et est reversé en coupe EHF, deuxième échelon européen. Dans cette nouvelle compétition, à l'instar de la saison 2016-2017, les brestoises réalisent une bonne phase de groupe en comptabilisant 4 victoires pour 2 défaites, terminant ainsi premières devant notamment le SCM Craiova, futur vainqueur de la compétition. Toutefois, pour la deuxième saison consécutive, le BBH est éliminé en quart de finale, par les norvégiennes de Vipers Kristiansand (17-26* ; 34*-29).
Le 27 décembre 2017, à l'issue de la phase de groupe de Ligue des champions et des matches aller du championnat de France, le Brest Bretagne Handball annonce se séparer de son arrière droite roumaine Melinda Geiger. La joueuse - ayant demandé son départ - et le club rompent leur contrat à l'amiable avec effet immédiat. Geiger rejoint quelques jours plus tard le club hongrois de Siófok KC.
En France, Brest progresse et accroche à la toute dernière journée de championnat la deuxième place de la saison régulière avec un bilan de 15 victoires, 3 nuls et 4 défaites, défait à deux reprises par Metz Handball et concédant des défaites à Nice et contre Toulon Saint-Cyr. Les playoffs sont en dent de scie pour Brest qui se défait de Fleury en quart de finale (30-24* ; 28*-28) avant de renverser Besançon en demi-finale malgré une défaite au match aller (21-25* ; 33*-21). La finale n'est autre que le remake de la saison passée face à Metz Handball, premier de la saison régulière. Brest s'incline de 4 buts à domicile lors du match aller (25*-29), mais sauve l'honneur en remportant le match retour de 2 buts aux Arènes (26-24*), devenant la première équipe depuis le 28 janvier 2017 (soit 35 matches) à s'imposer à Metz, insuffisant toutefois pour remporter le titre de champion de France.
L'unique titre de la saison du BBH est la coupe de France remportée contre Toulon Saint-Cyr (30-21), comme lors de l'édition 2016. Un petit peu plus tôt dans la compétition, Brest, entré en lice en 8e de finale, élimine successivement Mérignac (D2) (40-22*), Nantes (36-31*), puis Metz à domicile aux tirs au but grâce notamment aux 26 arrêts de Cléopâtre Darleux (19*-19, 4-3 t. a. b.). Autre fait marquant, à l'occasion de la finale, jouée à Paris, Brest déplace entre 1 500 et 2 000 supporters à l'AccorHotels Arena, donnant le nom de « mur blanc » à sa tribune.
Individuellement, Cléopâtre Darleux est élue meilleure joueuse et meilleure gardienne du championnat de France. Allison Pineau, Pauline Coatanea et Laurent Bezeau sont respectivement élus meilleure défenseuse, meilleure ailière droite et co-meilleur entraîneur. Dans les catégories non-officielles, Louise Sand obtient le trophée de la meilleure recrue étrangère et Brest le titre du meilleur public.

## Effectif
Légende : les âges indiqués sont ceux au 1er septembre 2017.

## Résultats de la saison

### Championnat

#### Détail des matchs

##### Saison régulière
| Journée                       | Date       | Club recevant          | Score   | Club visiteur          | Classement (sur 12) | Points |
| ----------------------------- | ---------- | ---------------------- | ------- | ---------------------- | ------------------- | ------ |
| MATCHS ALLER                  |            |                        |         |                        |                     |        |
| J1                            | 30.08.2017 | Nantes Atlantique      | 19 – 21 | Brest BH               | 6e                  | 3      |
| J2                            | 03.09.2017 | Brest BH               | 23 – 23 | OGC Nice               | 4e                  | 5      |
| J3                            | 09.09.2017 | Bourg-de-Péage         | 24 – 33 | Brest BH               | 3e                  | 8      |
| J4                            | 16.09.2017 | Brest BH               | 29 – 26 | Fleury Loiret          | 2e                  | 11     |
| J5                            | 23.09.2017 | ES Besançon            | 24 – 24 | Brest BH               | 3e                  | 13     |
| J6                            | 04.10.2017 | Brest BH               | 28 – 21 | Chambray Touraine      | 3e                  | 16     |
| J7                            | 11.10.2017 | Toulon Saint-Cyr       | 28 – 30 | Brest BH               | 3e                  | 19     |
| J8                            | 25.10.2017 | Le Havre AC            | 23 – 29 | Brest BH               | 2e                  | 22     |
| J9                            | 28.10.2017 | Issy Paris Hand        | 25 – 30 | Brest BH               | 2e                  | 25     |
| J10                           | 01.11.2017 | Brest BH               | 26 – 30 | Metz Handball          | 2e                  | 26     |
| J11                           | 08.11.2017 | Cercle Dijon Bourgogne | 20 – 27 | Brest BH               | 2e                  | 29     |
| MATCHS RETOUR                 |            |                        |         |                        |                     |        |
| J12                           | 30.12.2017 | Brest BH               | 29 – 21 | Nantes Atlantique      | 2e                  | 32     |
| J13                           | 06.01.2018 | OGC Nice               | 26 – 21 | Brest BH               | 2e                  | 33     |
| J14                           | 10.01.2018 | Brest BH               | 33 – 22 | Bourg-de-Péage         | 2e                  | 36     |
| J15                           | 24.01.2018 | Fleury Loiret          | 22 – 31 | Brest BH               | 2e                  | 39     |
| J16                           | 07.02.2018 | Brest BH               | 25 – 18 | ES Besançon            | 2e                  | 42     |
| J17                           | 17.02.2018 | Chambray Touraine      | 17 – 22 | Brest BH               | 2e                  | 45     |
| J18                           | 24.02.2018 | Brest BH               | 21 – 22 | Toulon Saint-Cyr       | 2e                  | 46     |
| J19                           | 28.02.2018 | Brest BH               | 27 – 22 | Le Havre AC            | 2e                  | 49     |
| J20                           | 17.03.2018 | Brest BH               | 24 – 24 | Issy Paris Hand        | 2e                  | 51     |
| J21                           | 28.03.2018 | Metz Handball          | 28 – 25 | Brest BH               | 3e                  | 52     |
| J22                           | 31.03.2018 | Brest BH               | 22 – 21 | Cercle Dijon Bourgogne | 2e                  | 55     |
| Légende: Victoire Nul Défaite |            |                        |         |                        |                     |        |

##### Play-offs
| Tour            | Opposant        | Aller      | Aller    | Retour     | Retour   | Cumulé  |
| --------------- | --------------- | ---------- | -------- | ---------- | -------- | ------- |
| Quart de finale | 7 Fleury Loiret | 15.04.2018 | 30 - 24* | 21.04.2018 | 28* - 28 | 58 - 52 |
| Demi-finale     | 6 ES Besançon   | 28.04.2018 | 21 - 25* | 16.05.2018 | 33* - 21 | 54 - 46 |
| Finale          | 1 Metz Handball | 23.05.2018 | 25* - 29 | 26.05.2018 | 26 - 24* | 51 - 53 |

| Légende : * équipe recevant, victoire, match nul, défaite. |

### Coupe d'Europe

#### Ligue des champions

##### Phase de groupe
| Journée                       | Date       | Club recevant  | Score   | Club visiteur  | Classement (sur 4) | Points | Rapport          |
| ----------------------------- | ---------- | -------------- | ------- | -------------- | ------------------ | ------ | ---------------- |
| MATCHS ALLER                  |            |                |         |                |                    |        |                  |
| J1                            | 07.10.2017 | Rostov-Don     | 26 – 24 | Brest BH       | 3e                 | 0      | Feuille de match |
| J2                            | 15.10.2017 | Brest BH       | 23 – 26 | Győr ETO KC    | 4e                 | 0      | Feuille de match |
| J3                            | 21.10.2017 | Brest BH       | 22 – 23 | FC Midtjylland | 4e                 | 0      | Feuille de match |
| MATCHS RETOUR                 |            |                |         |                |                    |        |                  |
| J4                            | 04.11.2017 | FC Midtjylland | 27 – 23 | Brest BH       | 4e                 | 0      | Feuille de match |
| J5                            | 11.11.2017 | Brest BH       | 23 – 29 | Rostov-Don     | 4e                 | 0      | Feuille de match |
| J6                            | 18.11.2017 | Győr ETO KC    | 26 – 17 | Brest BH       | 4e                 | 0      | Feuille de match |
| Légende: Victoire Nul Défaite |            |                |         |                |                    |        |                  |

Classement sur 4 équipes
|   | Équipe                  | Pts | J | G | N | P | Bp  | Bc  | Diff |
| - | ----------------------- | --- | - | - | - | - | --- | --- | ---- |
| 4 | Brest Bretagne Handball | 0   | 6 | 0 | 0 | 6 | 132 | 157 | -25  |

Brest est éliminé de la Ligue des champions et est reversé en coupe EHF.

#### Coupe EHF

##### Phase de groupe
| Journée                       | Date       | Club recevant    | Score   | Club visiteur    | Classement (sur 4) | Points | Rapport          |
| ----------------------------- | ---------- | ---------------- | ------- | ---------------- | ------------------ | ------ | ---------------- |
| MATCHS ALLER                  |            |                  |         |                  |                    |        |                  |
| J1                            | 07.01.2018 | Brest BH         | 25 – 22 | SCM Craiova      | 1er                | 2      | Feuille de match |
| J2                            | 14.01.2018 | Kouban Krasnodar | 22 – 28 | Brest BH         | 1er                | 4      | Feuille de match |
| J3                            | 20.01.2018 | Randers HK       | 26 – 18 | Brest BH         | 1er                | 4      | Feuille de match |
| MATCHS RETOUR                 |            |                  |         |                  |                    |        |                  |
| J4                            | 28.01.2018 | Brest BH         | 23 – 15 | Randers HK       | 1er                | 6      | Feuille de match |
| J5                            | 03.02.2018 | SCM Craiova      | 16 – 15 | Brest BH         | 1er                | 6      | Feuille de match |
| J6                            | 11.02.2018 | Brest BH         | 30 – 16 | Kouban Krasnodar | 1er                | 8      | Feuille de match |
| Légende: Victoire Nul Défaite |            |                  |         |                  |                    |        |                  |

Classement sur 4 équipes
|   | Équipe                  | Pts | J | G | N | P | Bp  | Bc  | Diff |
| - | ----------------------- | --- | - | - | - | - | --- | --- | ---- |
| 1 | Brest Bretagne Handball | 8   | 6 | 4 | 0 | 2 | 139 | 117 | 22   |

Brest est qualifié pour les quarts de finale.

#### Phase finale
| Tour            | Opposant            | Aller      | Aller    | Retour     | Retour   | Cumulé  | Rapports                            |
| --------------- | ------------------- | ---------- | -------- | ---------- | -------- | ------- | ----------------------------------- |
| Quart de finale | Vipers Kristiansand | 03.03.2018 | 17 - 26* | 10.03.2018 | *34 - 29 | 51 - 55 | Feuille de match · Feuille de match |

| Légende : * équipe recevant, victoire, match nul, défaite. |

### Coupe de France
| Entrée en lice en 8e de finale        |            |                        |                   |               |
| 8e de finale                          | 14.02.2018 | Mérignac Handball (D2) | 22 – 40           | Brest BH      |
| Quart de finale                       | 14.03.2018 | Nantes LAH             | 31 – 36           | Brest BH      |
| Demi-finale                           | 03.04.2018 | Brest BH               | 19 – 19 (4-3 tab) | Metz Handball |
| Finale à Paris-Bercy                  | 05.05.2018 | Toulon Saint-Cyr       | 21 – 30           | Brest BH      |
| Brest remporte sa 2e coupe de France. |            |                        |                   |               |
| Légende: Victoire Nul Défaite         |            |                        |                   |               |

## Statistiques

### Individuelles
| Joueuse | Joueuse                | Championnat de France | Championnat de France | Championnat de France | Ligue des champions | Ligue des champions | Ligue des champions | Coupe EHF | Coupe EHF | Coupe EHF | Coupe de France | Coupe de France | Coupe de France | Totaux | Totaux | Totaux |
| Joueuse | Joueuse                | MJ                    |                       | BPM                   | MJ                  |                     | BPM                 | MJ        |           | BPM       | MJ              |                 | BPM             | MJ     |        | BPM    |
| ------- | ---------------------- | --------------------- | --------------------- | --------------------- | ------------------- | ------------------- | ------------------- | --------- | --------- | --------- | --------------- | --------------- | --------------- | ------ | ------ | ------ |
| 1       | Agathe Quiniou (GB)    | 4                     | 0                     | 0                     | 0                   | 0                   | -                   | 2         | 0         | 0         | 0               | 0               | -               | 6      | 0      | 0      |
| 3       | Alicia Toublanc        | 4                     | 6                     | 1.5                   | 0                   | 0                   | -                   | 0         | 0         | -         | 0               | 0               | -               | 4      | 6      | 1.5    |
| 4       | Amandine Tissier       | 23                    | 69                    | 3                     | 6                   | 17                  | 2.8                 | 8         | 19        | 2.4       | 4               | 22              | 5.5             | 41     | 127    | 3.1    |
| 5       | Melinda Geiger         | 11                    | 26                    | 2.4                   | 6                   | 22                  | 3.7                 | 0         | 0         | -         | 0               | 0               | -               | 17     | 48     | 2.8    |
| 7       | Allison Pineau         | 16                    | 56                    | 3.5                   | 0                   | 0                   | -                   | 8         | 34        | 4.3       | 4               | 19              | 4.8             | 28     | 109    | 3.9    |
| 8       | Maud-Éva Copy          | 23                    | 43                    | 1.9                   | 4                   | 9                   | 2.3                 | 8         | 15        | 1.9       | 4               | 11              | 2.8             | 39     | 78     | 2      |
| 9       | Astride N'Gouan        | 28                    | 38                    | 1.4                   | 6                   | 5                   | 0.8                 | 8         | 22        | 2.8       | 4               | 7               | 1.8             | 46     | 72     | 1.6    |
| 10      | Sophie Herbrecht       | 12                    | 14                    | 1.2                   | 6                   | 1                   | 0.2                 | 5         | 0         | 0         | 0               | 0               | -               | 23     | 15     | 0.7    |
| 11      | Amandine Lagathu       | 1                     | 0                     | 0                     | 1                   | 1                   | 1                   | 1         | 0         | 0         | 0               | 0               | -               | 3      | 1      | 0.3    |
| 12      | Filippa Idéhn (GB)     | 26                    | 0                     | 0                     | 6                   | 0                   | 0                   | 8         | 0         | 0         | 3               | 0               | 0               | 43     | 0      | 0      |
| 16      | Cléopâtre Darleux (GB) | 24                    | 3                     | 0.1                   | 6                   | 0                   | 0                   | 6         | 0         | 0         | 4               | 0               | 0               | 40     | 3      | 0.1    |
| 17      | Marie Prouvensier      | 23                    | 25                    | 1.1                   | 6                   | 10                  | 1.7                 | 8         | 9         | 1.1       | 4               | 13              | 3.3             | 41     | 57     | 1.4    |
| 18      | Louise Sand            | 27                    | 87                    | 3.2                   | 6                   | 13                  | 2.2                 | 6         | 11        | 1.8       | 2               | 3               | 1.5             | 41     | 114    | 2.8    |
| 20      | Slađana Pop-Lazić      | 27                    | 75                    | 2.8                   | 6                   | 7                   | 1.2                 | 8         | 14        | 1.8       | 4               | 14              | 3.5             | 45     | 110    | 2.4    |
| 21      | Jovana Stoiljković     | 27                    | 82                    | 3                     | 6                   | 12                  | 2                   | 8         | 18        | 2.3       | 4               | 11              | 2.8             | 45     | 123    | 2.7    |
| 29      | Élodie Manach          | 15                    | 11                    | 0.7                   | 6                   | 3                   | 0.5                 | 8         | 3         | 0.4       | 4               | 6               | 1.5             | 33     | 23     | 0.7    |
| 55      | Pauline Coatanea       | 27                    | 91                    | 3.4                   | 6                   | 14                  | 2.3                 | 8         | 17        | 2.1       | 4               | 10              | 2.5             | 45     | 132    | 2.9    |
| 66      | Lindsey Burlet         | 19                    | 18                    | 0.9                   | 6                   | 6                   | 1                   | 8         | 3         | 0.4       | 4               | 1               | 0.3             | 37     | 28     | 0.8    |
| 77      | Marion Limal           | 26                    | 20                    | 0.8                   | 6                   | 6                   | 1                   | 8         | 3         | 0.4       | 2               | 0               | 0               | 42     | 29     | 0.7    |
| 99      | Marta Mangué           | 23                    | 79                    | 3.4                   | 3                   | 6                   | 2                   | 8         | 22        | 2.8       | 4               | 12              | 3               | 38     | 119    | 3.1    |

## Affluence
Le trait rose indique l'affluence moyenne de tous les matches introduits dans le graphique et le trait gris supérieur représente la capacité maximale d'accueil de la salle, soit 4 077 places.
Affluence du Brest Bretagne Handball à la Brest Arena
| Rencontres délocalisées |                                       |                     |                         |           |
| Date                    | Salle (Ville)                         | Compétition         | Adversaire              | Affluence |
| 21.10.17                | La Cimenterie (Landerneau, Finistère) | Ligue des champions | FC Midtjylland Håndbold | 1 043     |

## Palmarès et distinctions individuelles

### Palmarès
- Vainqueur de la Coupe de France

### Distinctions individuelles
- Joueuse du mois de LFH
  -  Cléopâtre Darleux (1) : mars[31]
- Distinctions de fin de saison de LFH[27],[28]
  - Meilleure joueuse :  Cléopâtre Darleux
  - Meilleure gardienne de but :  Cléopâtre Darleux
  - Meilleure ailière droite :  Pauline Coatanea
  - Meilleure défenseuse :  Allison Pineau
  - Meilleur entraîneur, ex-æquo :  Laurent Bezeau
  - Meilleure recrue étrangère :  Louise Sand
  - Meilleur public de France